# The Idiots are Winning
The Idiots are Winning (укр. «Ідіоти перемагають») — дебютний альбом англійського продюсера електронної музики Джеймса Холдена, випущений у цифровому форматі 30 жовтня 2006 року на власному лейблі Холдена — Border Community.
Назва альбому — цитата з британського комедійного серіалу Натана Барлі.

## Список композицій
| #     | Назва                      | Тривалість |
| ----- | -------------------------- | ---------- |
| 1.    | «Lump»                     | 6:10       |
| 2.    | «Quiet Drumming Interlude» | 0:21       |
| 3.    | «10101»                    | 6:06       |
| 4.    | «Corduroy»                 | 6:21       |
| 5.    | «Flute»                    | 4:52       |
| 6.    | «Idiot»                    | 7:31       |
| 7.    | «Lumpette»                 | 1:36       |
| 8.    | «Intentionally Left Blank» | 2:05       |
| 9.    | «Idiot Clapsolo»           | 4:58       |
| 10.   | «Quiet Drumming»           | 3:40       |
| 43:40 |                            |            |